# Avståndsmätning inom astronomi
Förmågan att göra avståndsmätning inom astronomi har väsentligt ökat vår kunskap om universum. Utvecklingen har till stor del skett under 1900-talet och olika metoder har utvecklats.

Parallaxmetoden

## Spektroskopisk parallax
En stjärnas spektraltyp och luminositetsklass kombinerad med information från Hertzsprung–Russell-diagrammet ger astronomerna en möjlighet att uppskatta avståndet till en stjärna. Metoden kallas spektroskopisk parallax. Metoden har dålig noggrannhet men kan användas på avstånd upp till 10kpc. Namnet är missvisande eftersom någon parallax, se bild, inte uppmäts. Parallaxmätningen ersätts av en spektroskopisk registrering.

## Inversa kvadratmetoden
För att nå ännu längre ut i rymden använder astronomerna en metod som man kan kallas inversa kvadratmetoden, vilken innebär att ljusstyrkan avtar med kvadraten på avståndet. Man söker efter så kallade standardljuskällor, till exempel en stjärna vars luminositet (absoluta magnitud) man känner. Genom att mäta den skenbara ljusstyrkan och tillämpa lagen ovan erhåller man ett värde på avståndet. Svårigheten med metoden är att finna lämpliga standardljuskällor.

## Hubble-diagram
Edwin Hubble tillämpade inversa kvadratmetoden på en typ av stjärnor som kallas Cepheidvariabler. Dessa stjärnors luminositet varierar periodiskt med tiden och genom att rita ett diagram över stjärnans skenbara ljusstyrka som funktion av tiden får man upplysning om såväl perioden (dagar) som den skenbara medelljusstyrkan. Ur ett diagram (luminositet - period) kan astronomen bestämma Cepheidens luminositet och beräkna avståndet enligt ovan. Hubble visade således att Andromedanebulosan  (Andromedagalaxen) låg långt utanför vår egen galax Vintergatan.
Hubble och Milton Humason, vilka arbetade med 2,5-metersteleskopet på Mount Wilson, bestämde avståndet till ett flertal galaxer enligt metoden ovan. Men de gjorde också en annan iakttagelse nämligen att de flesta galaxerna visade rödförskjutning. Ju mer avlägsen galaxen var desto större var rödförskjutningen. Hubble använde rödförskjutningen för att med hjälp av Dopplereffekten bestämma galaxernas hastighet. Genom att avsätta hastigheten som funktion av avståndet i ett diagram fann han att punkterna låg på en nästan en rät linje. År 1929 publicerade han sin upptäckt, som kallas Hubbles lag.
{\displaystyle v=H_{0}\cdot r}

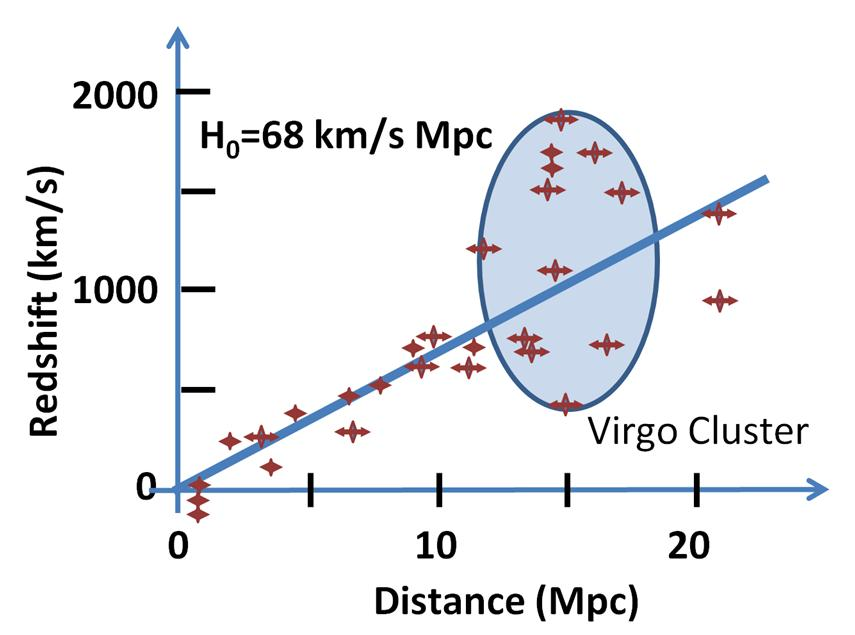
Hubble-diagram

{\displaystyle H_{0}} är en konstant som kallas Hubble-konstanten, är {\displaystyle r} avståndet till galaxen och {\displaystyle v} är hastigheten.
Värdet på Hubbles konstant är något osäkert. Det beror på vilken metod man använder för att bestämma avståndet d till galaxen. Olika metoder ger olika värden. På senare tid har man använt rymdteleskopet Hubble för att observera cepheidvariabler med en enastående precision på så stort avstånd som 30Mpc. Dessa och andra observationer ger ett värde på Hubbles konstant på 73 km/s/Mpc och osäkerheten är mindre än 10%.
Värdet på Hubbles konstant är ett av de viktigaste talen i hela astronomin. Det anger universums expansionshastighet och hjälper astronomerna att bestämma universums ålder. Vidare kan man använda Hubbles lag "baklänges" för att bestämma avståndet till mycket avlägsna galaxer om man känner till rödförskjutningen.
Hubble-diagram skall inte förväxlas med Hubbles serie som även kallas Hubbles stämgaffeldiagram, som behandlar galaxers utveckling.